# قوس الفراغ
قوس الفراغ وهي الشرارة التي تنشأ عندما يتم تسخين أحد أسطح الأقطاب المعدنية في الفراغ فيتم إثارة الإلكترونات , وتسمي هذة العملية بالإنبعاثات الحرارية . أو عن طريق وضع الأسطح في مجال كهربي والتي عادة ما تكون غير كافية لتسبب انبعاث الإلكترون .
ويحدث هذا القوس نتيجة لاكتساب الإلكترون طاقة حركية من المجال الكهربي، فتسخن الأسطح المعدنية بسبب تصادمات الجسيمات التي لها سرعة عالية . وتعمل هذة العملية على جعل منطقة في الكاثود متوهجة ( في حالة التيارات العالية ) . وبالتالي تحرر المزيد من الجزيئات . فيستمر القوس . 

## التطبيقات
يستخدم التفريغ الكهربي في : 
- أنواع معينة من الأنابيب المفرغة .
- المفاتيح الكهربية عالية الجهد .